# Marta Hrachovinová

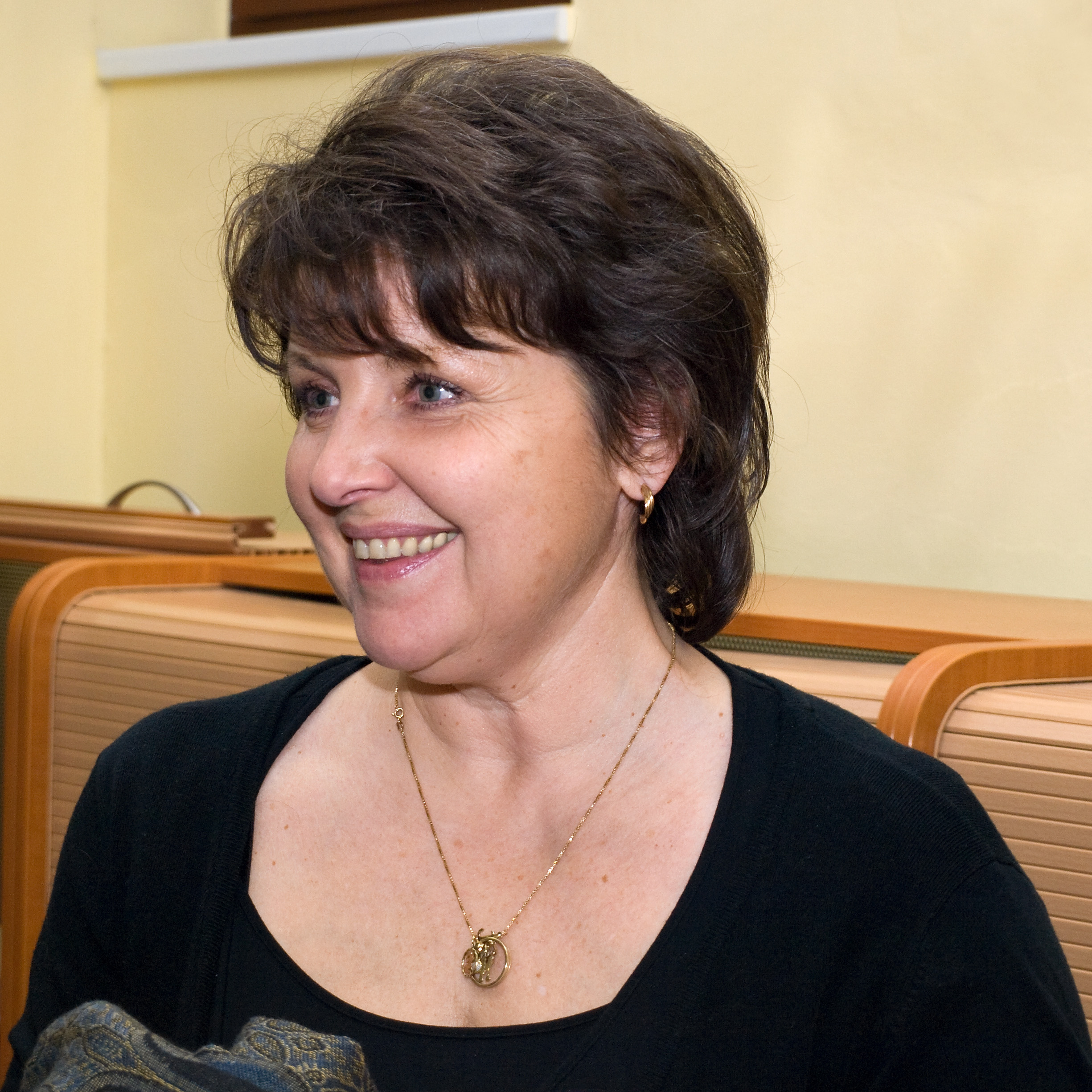
Marta Hrachovinová (2010)

MgA. Marta Hrachovinová (* 3. září 1955 Praha) je česká herečka, recitátorka a divadelní pedagožka.

## Život
Díky otcově zaměstnání v diplomatických službách prožila část dětství v zahraničí (Libye, USA, Kypr). Po studiu na gymnáziu absolvovala obor herectví na pražské DAMU. Během studia hostovala v Národním divadle a v Divadle Jiřího Wolkera, kde poté působila v angažmá až do jeho zániku v roce 1996 a vytvořila zde mnoho rolí (např. Dorotku v Tylově Strakonickém dudákovi či Tornado Lou v adaptaci hry Limonádový Joe).
Její prvním manželem byl Otto Liška, herec, dudák a příležitostný divadelní režisér. Jejich dcery Tereza Lišková a Karolína Lišková jsou také herečky (všichni tři v současnosti působí v Městském divadle v Mostě, Tereza jako loutkoherečka na jeho scéně Divadle rozmanitostí).
Jejím druhým manželem byl Vladimír Justl (1928–2010), redaktor, editor a dramaturg (nositel ceny Magnesia Litera 2007), se kterým ji mj. pojilo působení v Poetické vinárně Viola.
Účinkovala v několika filmech a televizních inscenacích, od 90. let často v zahraničních, které byly natáčeny v ČR (viz seznam filmových rolí níže).
V nedávné minulosti (2006–2007) působila jako odborná asistentka projektu Loutkářské umění.

## Recitace
Od studijních let se věnuje uměleckému přednesu a několikrát se stala laureátkou soutěže Neumannovy Poděbrady. Po studiu působila na pražské DAMU jako odborný asistent uměleckého přednesu (do roku 1991). V 80. letech se se svým prvním manželem podílela na vedení literárně dramatického souboru Recitační studio Šrámkova domu. V současné době vede kabinet uměleckého přednesu na Vyšší odborné škole herecké v Praze. Sama se uměleckým přednesem aktivně zabývá jako interpret i jako režisér (mj. na scéně Vyšší odborné školy herecké Pidivadle).
Trvale se podílí na interpretaci melodramů v rámci Festivalu koncertního melodramu Praha od samého jeho vzniku v roce 1998, natočila Fibichův melodram Štědrý den na CD. Ve Společnosti Zdeňka Fibicha se aktivně podílí na organizaci Mezinárodní soutěže Zdeňka Fibicha v interpretaci melodramů od jejího vzniku v roce 1999. V současnosti (2007–2011) působí jako místopředsedkyně Společnosti Zdeňka Fibicha a zapracovává se do funkce ředitelky soutěže.
Od ledna 2004 působí také v předsednictvu sdružení příznivců mluveného slova Slovo a hlas, jehož předsedou byl její druhý manžel Vladimír Justl. Toto sdružení osob, které podporují kulturu mluvního projevu a přispívají k jejímu zlepšení, se zformovalo jako nástupce Společnosti přátel kultury slova (ukončila činnost v roce 2003). Sdružení má v programu mj. pořádání seminářů, besed a pracovních setkání, vydávání publikací (např. sborník Živé slovo), spolupořádání Poděbradských dnů poezie a chebských bienále Divadla jednoho herce.

## Filmové a televizní role
| Film / inscenace | Země                        | Rok  | Role                                                           |
| --- | --------------------------- | ---- | -------------------------------------------------------------- |
| Ordinace v růžové zahradě II (TV seriál, díl 73)                                                                        | ČR (TV Nova)                | 2008 | Anežka Kratochvílová, kandidátka na vrchní sestru na chirurgii |
| Résolution 819 (TV inscenace)                                                                                           | Francie / Polsko / Itálie   | 2008 | žalobkyně ICTY                                                 |
| Rajónové blues (TV film)                                                                                                | ČR (ČT)                     | 2006 | recitátorka                                                    |
| To jsem z toho jelen (TV seriál)                                                                                        | ČR (ČT)                     | 2000 |                                                                |
| Ošklivka Betty (TV seriál)                                                                                              | Kolumbie                    | 1999 | Sandra Patiñová (dabing)                                       |
| Chained Heat 3 – Hell Mountain / Ďábelská hora                                                                          | ČR / Kanada                 | 1998 | Arielina matka                                                 |
| The Ring / Prsten (TV inscenace podle Danielle Steelové)                                                                | USA                         | 1996 | paní Mannová                                                   |
| Hidden in Silence / Tichý úkryt (TV film)                                                                               | USA                         | 1996 |                                                                |
| (In) The Cold Light of Day / V chladném denním světle (alt. Studené denní světlo) (podle novely Friedricha Dürrenmatta) | Velká Británie / Nizozemsko | 1996 | učitelka                                                       |
| Moonacre / Malý bílý koníček (TV seriál)                                                                                | Velká Británie / ČR         | 1994 |                                                                |
| Stín polibku | ČR                          | 1993 | recepční                                                       |
| Betlémská hvězda (TV záznam divadelního představení)                                                                    | ČSFR                        | 1991 | [ 13 ]                                                         |
| Trezor (TV inscenace)                                                                                                   | ČSSR (ČST)                  | 1989 | dcera Černých                                                  |
| Tichý společník | ČSSR                        | 1988 | učitelka ZŠ                                                    |
| Pan Tau | ČSSR                        | 1988 |                                                                |
| Moře začíná za vsí | ČSSR                        | 1987 | Bohoušova matka                                                |
| Bumerang (TV film) | ČSSR                        | 1986 | svobodná matka                                                 |
| Cena medu | ČSSR                        | 1986 | Péťova matka (hlavní ženská role)                              |
| Velitel (TV seriál) | ČSSR (ČST)                  | 1981 | [ 15 ]                                                         |
| Čas zakladatelů (TV minisérie)                                                                                          | ČSSR (ČST)                  | 1980 |                                                                |
| Panna a netvor | ČSSR                        | 1978 | děvečka                                                        |
| Lakomec (TV inscenace divadelního představení s Františkem Filipovským v titulní roli)                                  | ČSSR                        | 1978 | Eliška                                                         |